# Élections législatives saint-marinaises de 2019
Les élections législatives saint-marinaises de 2019 ont lieu de manière anticipée le 8 décembre 2019 à Saint-Marin afin de renouveler les membres du Grand conseil général.
Le parti Gauche démocrate et socialiste et ses alliés de République du futur, au pouvoir, perdent plus de la moitié de leurs sièges et terminent à la troisième place. Le Parti démocrate-chrétien sort grand vainqueur du scrutin en obtenant la majorité relative et un tiers des sièges, devant le Mouvement civique R.E.T.E.. Une large coalition réunissant les deux formations arrivées en tête et la quatrième est rapidement formée par le Parti démocrate-chrétien.
Pour la première fois depuis son vote lors d'un référendum d'origine populaire le 2 juin 2019, une disposition rendant le second tour des élections facultatif en cas de formation d'un gouvernement de coalition dans le mois suivant le premier tour est appliquée.

## Contexte
Saint-Marin fait face depuis plusieurs années à une grave crise économique, les pays de l'OCDE dont surtout l'Italie l'ayant contraint à cesser d'être un paradis fiscal, dans le contexte de la crise financière mondiale de 2007-2008. Saint-Marin connait depuis une fuite de capitaux lui ayant fait perdre un tiers de son produit intérieur brut, sa dette publique augmentant quant à elle de près de 25 %.

## Système électoral

### Principes

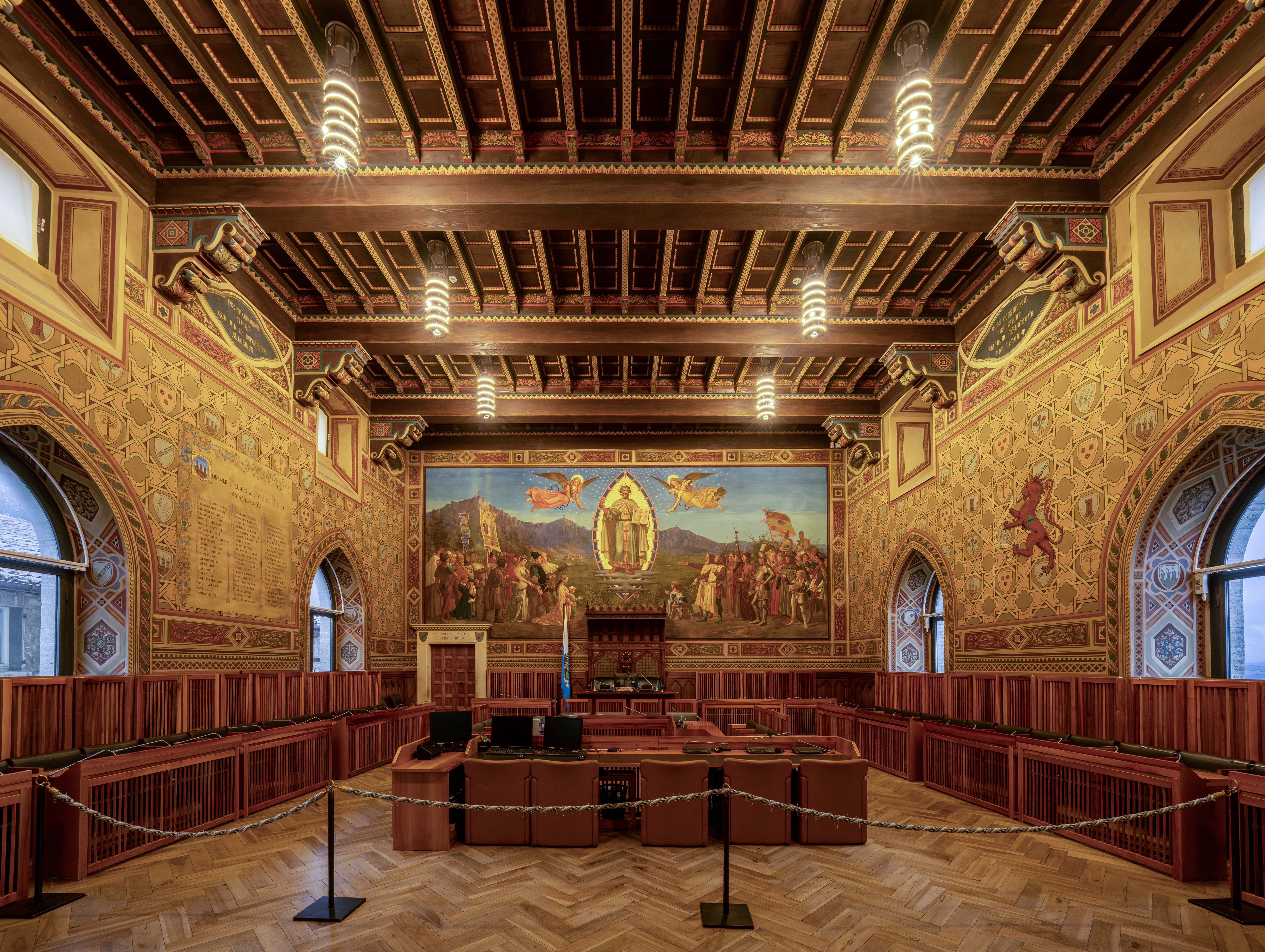
Intérieur du Grand Conseil général.

Les 60 sièges du Grand Conseil général sont pourvus pour cinq ans au scrutin proportionnel plurinominal, selon la méthode d'Hondt. Le seuil électoral est calculé en multipliant le nombre de partis qui participent aux élections par 0,4 avec un seuil maximum possible de 3,5 %. Depuis le référendum de 2016 à Saint-Marin, les électeurs ont la possibilité d'exprimer un vote préférentiel en votant pour l'un des candidats en particulier de la liste qu'ils choisissent. Les candidats ayant recueilli le plus de votes préférentiels se voient attribuer en priorité les sièges remportés par la liste.
Si aucune coalition n'obtient la majorité absolue au premier tour, un second tour est organisé entre les deux coalitions ayant obtenu le plus de voix. À l'issue de ce second tour, le vainqueur obtient une prime majoritaire pour lui assurer d'avoir une majorité. Les sièges de la prime sont prélevés sur ceux obtenus au premier tour par l'ensemble des partis ou coalitions ayant reçu des sièges au premier tour, y compris ceux n'ayant pas participé au second. Un second tour est pour la première fois nécessaire lors des élections de 2016.

### Changements de 2019
En juin 2019, un référendum d'initiative populaire rend le second tour facultatif. Un comité d'initiative propose en effet que le second tour ne soit plus automatique en cas de parlement sans majorité, et soumet son projet à référendum. Est ainsi proposé que les élections soient suivies d'une période de deux fois quinze jours au cours de laquelle les deux partis arrivés individuellement en tête du scrutin aient chacun la possibilité de former avec d'autres partis un gouvernement de coalition disposant de la majorité absolue. À défaut, passé ce délai, un second tour serait organisé entre les deux partis ou coalitions ayant réuni le plus de voix, dans les mêmes termes que la méthode jusqu'alors utilisée,,.
Ce référendum d'origine populaire a lieu dans le cadre de la nouvelle loi en matière de référendum et initiative législative populaire de 1994 qui permet à la population saint-marinaise de mettre en œuvre un référendum législatif afin de voter sur une proposition de loi, ou abrogatif afin au contraire d'en abroger une existante, et ce dans plusieurs domaines relevant des attributions et des compétences du Grand Conseil général, si les signatures d'au moins 1,5 % des électeurs inscrits sur les listes électorales sont réunies dans un délai de 45 jours pour une proposition de loi, ou 90 jours pour une abrogation,. Le référendum est légalement contraignant et, pour la première fois depuis les changements apportés par le référendum de 2016, la simple majorité des voix exprimées est suffisante pour en valider le résultat. En réunissant 60,58 % des voix, le projet d'origine populaire est adopté, et s'applique pour la première fois au scrutin organisé en 2019.

## Organisation
Une seule coalition, Demain en mouvement, est en lice. Les autres formations se présentent soit seules, soit en listes communes par le biais d'alliances électorales. Les partis Gauche démocrate et socialiste, Mouvement civique 10, Mouvement idéal socialiste et Réformes et développement s'associent ainsi en une seule liste sous le nom de Saint-Marin Libre, tandis que le Parti socialiste, le Parti des socialistes et des démocrates, le Mouvement démocratique – Ensemble Saint-Marin et Nous Saint-Marinais font de même sous le nom Nous pour la République.
Les listes électorales totalisent cette année 34 511 personnes, dont 15 581 hommes et 18 930 femmes. Sur ce total, 22 720 vivent à Saint-Marin tandis que 11 791 vivent à l'étranger.

## Résultats
|                                     |                                               |                                |        |       |      |               |               |  |  |  |  |  |  |  |
| Parti                               | Parti                                         | Parti                          | Voix   | %     | +/-  | Sièges        | +/-           |  |  |  |  |  |  |  |
|                                     | Parti démocrate-chrétien                      | Parti démocrate-chrétien       | 5 993  | 33,35 | 8,89 | 21            | 11            |  |  |  |  |  |  |  |
|                                     |                                               | Mouvement civique R.E.T.E.     | 3 276  | 18,23 | 0,10 | 11            | 3             |  |  |  |  |  |  |  |
|                                     | Domani Motus Liberi                           | 1 112                          | 6,09   | Nv.   | 4    | 4             |               |  |  |  |  |  |  |  |
|                                     | Votes directement pour la coalition           | 57                             | 0,32   | –     | 0    | –             |               |  |  |  |  |  |  |  |
| Total coalition Demain en mouvement | Total coalition Demain en mouvement           | 4 445                          | 24,73  | 1,55  | 15   | 6             |               |  |  |  |  |  |  |  |
|                                     |                                               | Gauche démocrate et socialiste | 2 964  | 16,49 | 4,88 | 5             | 9             |  |  |  |  |  |  |  |
|                                     | Mouvement civique 10                          | 5                              | 2 964  | 16,49 | 4,88 | 5             |               |  |  |  |  |  |  |  |
|                                     | Mouvement idéal socialiste                    | 0                              | 2 964  | 16,49 | 4,88 | Nv.           |               |  |  |  |  |  |  |  |
|                                     | Réformes et développement                     | 0                              | 2 964  | 16,49 | 4,88 | Nv.           |               |  |  |  |  |  |  |  |
| Total liste Saint-Marin Libre       | Total liste Saint-Marin Libre                 | 10                             | 2 964  | 16,49 | 4,88 | 14            |               |  |  |  |  |  |  |  |
|                                     |                                               | Parti socialiste               | 2 359  | 13,13 | 8,35 | 3             | en stagnation |  |  |  |  |  |  |  |
|                                     | Parti des socialistes et des démocrates       | 3                              | 2 359  | 13,13 | 8,35 | en stagnation |               |  |  |  |  |  |  |  |
|                                     | Mouvement démocratique – Ensemble Saint-Marin | 2                              | 2 359  | 13,13 | 8,35 | 1             |               |  |  |  |  |  |  |  |
|                                     | Nous Saint-Marinais                           | 0                              | 2 359  | 13,13 | 8,35 | en stagnation |               |  |  |  |  |  |  |  |
| Total liste Nous pour la République | Total liste Nous pour la République           | 8                              | 2 359  | 13,13 | 8,35 | 1             |               |  |  |  |  |  |  |  |
|                                     | République du futur                           | République du futur            | 1 850  | 10,29 | 0,69 | 6             | 5             |  |  |  |  |  |  |  |
|                                     | Ēlego                                         | Ēlego                          | 361    | 2,01  | Nv.  | 0             | en stagnation |  |  |  |  |  |  |  |
|                                     |                                               |                                |        |       |      |               |               |  |  |  |  |  |  |  |
| Suffrages exprimés                  | Suffrages exprimés                            | Suffrages exprimés             | 17 972 | 93,44 |      |               |               |  |  |  |  |  |  |  |
| Votes blancs et invalides           | Votes blancs et invalides                     | Votes blancs et invalides      | 1 262  | 6,56  |      |               |               |  |  |  |  |  |  |  |
| Total                               | Total                                         | Total                          | 19 234 | 100   | –    | 60            | en stagnation |  |  |  |  |  |  |  |
| Abstentions                         | Abstentions                                   | Abstentions                    | 15 277 | 44,27 |      |               |               |  |  |  |  |  |  |  |
| Inscrits / participation            | Inscrits / participation                      | Inscrits / participation       | 34 511 | 55,73 |      |               |               |  |  |  |  |  |  |  |

## Conséquences
Arrivés largement en tête du scrutin, les démocrates-chrétiens mènent la première quinzaine des négociations pour la formation d'un gouvernement de coalition. Les dirigeants du parti rencontrent, le 11 décembre, les représentants de l'ensemble des formations ayant obtenus des sièges, affichant leur volonté de conclure rapidement un accord « sans perdre de temps ». Bien qu'une alliance de deux partis soit suffisante pour atteindre la majorité absolue, les démocrates-chrétiens font part de leur souhait d'une coalition élargie susceptible d'apporter un large soutien à un programme de réforme.
Un gouvernement composé de membres du Parti démocrate-chrétien, de Demain en mouvement et de Nous pour la République est ainsi formé fin décembre.